# Cértegui
Cértegui es un municipio colombiano situado en el departamento de Chocó (subregión de San Juan). Según el censo de 2018, tiene una población de 5635 habitantes.
El municipio fue fundado por Matías Tres Palacios en 1775.

## Geografía
El municipio de Cértegui se encuentra localizado en la región Pacífica Colombiana, en el departamento del Chocó, en la Subregión del San Juan. Tiene una extensión de 342 km². Los límites oficiales del municipio fueron establecidos por medio de la ordenanza número 012 de 2000.

### Límites
- Norte: Atrato y Lloró.
- Sur: Unión Panamericana y Tadó.
- Oriente: Lloró y Bagadó.
- Occidente: Río Quito y Cantón de San Pablo.

## División Político-Administrativa
Su Cabecera municipal tiene a su alrededor las siguientes veredas: Memerá, Carretera, Ibordó, Lobo, Paso de Cértegui y Cachará.
Cértegui tiene bajo su jurisdicción los siguientes Centros poblados:
- La Vuelta
- Las Hamacas
- Memerá
- Nipordu
- Ogodó
- Parecito
- San Jorge

## Historia
Cértegui, como casi todos los pueblos del Chocó, surge inicialmente con la construcción de unas pocas casas de pajas, alrededor de un campamento minero, bajo la dirección de Matías Tres Palacios en el año 1775, quien por esas circunstancias aparece como fundador de lo que hoy es el Municipio de Cértegui. La historia de Cértegui en parte está ligada a dicho nombre y los apellidos Palacios, cuyo tronco principal comprende las familias de Andrés, Lucas, Juan de la Cruz, Juan Pablo, María Encarnación, Salvador, Francisco, Carlos, Miguel de los Santos, Jeremías, Juan José y Nepomuceno Palacios, de las cuales se han desprendido varias generaciones.
Después de 225 años de fundación, actualmente la población del municipio está constituida principalmente por afrocolombianos en diferentes grados de mestizaje, y enseguida están las comunidades indígenas. La población indígena se localiza al lado de los ríos y la población negra, sobre los ejes viales y los lados de los ríos, los cuales les sirven para establecer asentamientos e intercambiar mercancías.
La vida social y cultural de los habitantes de Cértegui se desarrolla en torno a los ríos y los ejes viales.